# تلوين المجال

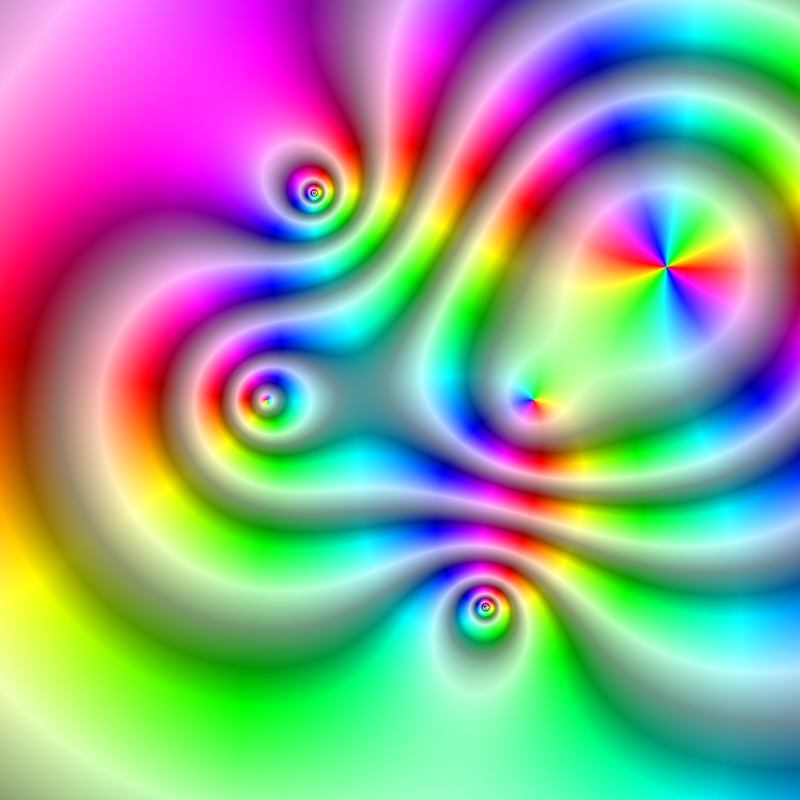
تلوين المجال للدالة ذات المتغير المركب. تمثل الألوان عمدة الدالة. تمثل الخطوط السوداء والبيضاء (الصفاء اللوني، القيمة) قيم الدالة ذات المعيار الثابت.

تلوين المجال[بحاجة لمصدر] هو تقنية لتمثيل الدوال ذات المتغير المركب (العقدي). يأتي المصطلح من الاسم الإنجليزي "Domain Coloring"، الذي صاغه فرانك فاريس (Frank Farris) حوالي عام 1998. استُخدم التلوين سابقا لتمثيل الدوال ذات المتغير المركب، بشكل عام من خلال ربط العمدة باللون. تتمثل هذه التقنية في استخدام تغير مستمر في اللون لربط نقاط المنطلق بالمستقر أو مستوى الصورة، استخدمت في عام 1999 من قبل جورج أبدو وبول غودفري. استُخدمت الشبكات الملونة في الرسومات من قبل دوغ أرنولد (Doug Arnold) في 1997.

## الدوافع
دالة حقيقية {\displaystyle f:\mathbb {R} \rightarrow {}\mathbb {R} } (مثلا {\displaystyle f(x)=x^{2}}) يمكن تمثيلها بيانيًا باستخدام إحداثيات ديكارتية في مستوي .
رسم بياني لدالة ذات متغير مركب {\displaystyle g:\mathbb {C} \rightarrow {}\mathbb {C} } لمتغير مركب يتطلب بُعدين عقديين. كون المستوى المركب نفسه ثنائي الأبعاد، فإن الرسم البياني للدالة ذات المتغير المركب هو كائن له أربعة أبعاد حقيقية. تجعل هذه الميزة من الصعب اظهار الدوال العقدية في الفضاء ثلاثي الأبعاد. يمكن عمل رسم توضيحي لدالة تامة الشكل بفضل سطح ريمان .

## التمثيل المرئي للمستوي المركب
ليكن العدد المركب {\displaystyle z=re^{i\theta }}، تُمثّل العمدة {\displaystyle \theta } باللون الصافي .

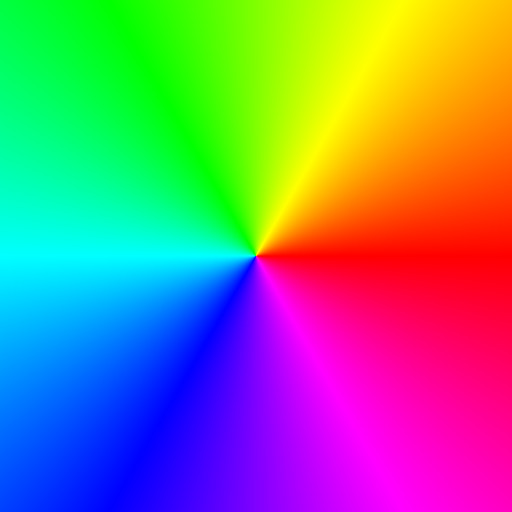
تلوين عُمَد اللاحقات. يتوافق اللون الأحمر مع 0، والأصفر مع ، والأخضر مع ، والأزرق السماوي مع ، والأزرق مع والأرجواني مع.

ترتيب الألوان اختياري، ولكنه غالبًا ما يتبع ترتيب دولاب الألوان. تمثل العمدة أحيانا باللون المتدرج بدلاً من اللون الفاتح.

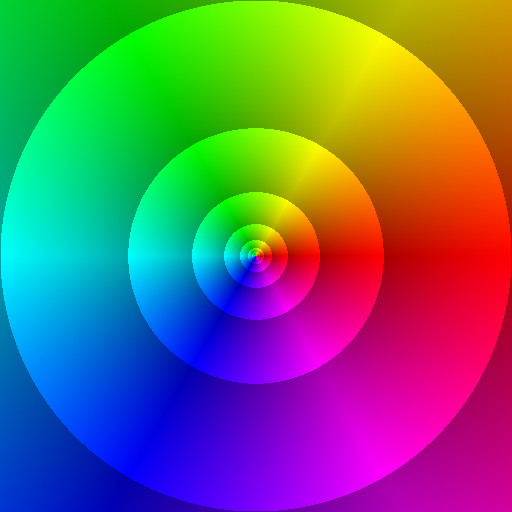
يتم تمثيل معيار اللاحقات هنا بتغير في الشدة. تسير تزايد في المعيار في اتجاه التفتح. يتوافق كل انتقال فاتح/غامق مع تضاعف المعيار.